# 伴妳同行
《伴妳同行》（義大利語：Non ho sonno）是一部2001年的義大利鉛黃電影，由達利歐·阿基多執導。這部電影由麥斯·馮·西度和史蒂芬洛·迪奧尼斯主演，標誌著阿基多重返鉛黃類型。該片在義大利上映時取得了又一個票房成功，上映結束時票房收入超過5,019,733,505里拉（3,280,080美元）。

## 劇情
电影的开头是一个名叫安杰拉的女人，她刚刚与一个男人做完爱，那个男人蜷缩在床单下，因为羞于没有得到完全满足而愤怒地责骂她。安杰拉拿自己的东西时，打翻了一个装有利刃武器的箱子，吓得她赶紧逃走。她无意中带走了一本蓝色的剪贴簿，读后发现里面记录了都灵一个身份不明的连环杀手，绰号“侏儒杀手”。這時杀手给安杰拉打来电话，威胁她的生命安全。列车长帮不上忙，她便打电话给好友玛尔塔，让她到车站取回剪贴簿。凶手发现了安杰拉，并在火车上跟踪她。她试图关门跳车，凶手追着她砍断了她的手指。走投无路之際，凶手割開了她的喉咙。安杰拉没有出現在车站，玛尔塔便登上火车去找安杰拉，却在椅子后面发现了安杰拉的金别针和蓝色剪贴簿。火车启动，玛尔塔赶紧跳下火车，带着剪贴簿上了自己的车。不料凶手紧随其后，撞开她的车门，将她刺死在驾驶座上，然后夺回了剪贴簿。
乌利塞·莫雷蒂侦探（麥斯·馮·西度饰）是1983年系列谋杀案的主要调查者，他一直与贾科莫·加洛保持着密切联系。加洛是唯一的幸存者，他目睹了母亲玛丽亚被人用自己的英国管刺死在嘴里。由于主要嫌疑人温琴佐·德法布里蒂斯是一名患有侏儒症的犯罪小说作家，因此这起连环杀人案的前三起被称为“侏儒谋杀案”。莫雷蒂侦探现已退休，但他始终相信法布里蒂斯有可能是无辜的。贾科莫花了数年时间才从母亲被杀的创伤中走出来，不过有一些始终回忆不起来的细节一直困扰着他。贾科莫的女友格洛丽亚和他最好的朋友洛伦佐·贝蒂刚刚从国外留学归来（留学是贝蒂的贵族父亲安排的）。
与此同时，杀人事件不断升级。夜总会女服务员梅尔刚刚下班，凶手就尾随而至突然袭击，将她拖到室内喷泉边淹死，然后剪掉了她的指甲，因为她在打斗中抓伤了他。莫雷蒂以非官方身份重回此案，而贾科莫也加入了他的行列，因为他记得一些案情，再者为了母亲，他也要找到答案。谋杀案的变化让他们都感到困惑，1983年的作案地点都是在同一街区，而现在则遍布整个城市。
车站停车场的贝佩发现了凶手遗留在现场的东西，便同他见面意欲勒索，结果兇手將他刺死。贾科莫找到德法布里蒂斯的朋友莱昂内问话。莱昂内也是个侏儒，喜欢酗酒。温琴佐的母亲劳拉也住在这里，见到莫雷蒂非常不高兴，她仍在为儿子的死和诽谤伤心。凶手又杀害了另一个女人朵拉，把她推到公寓楼里，反覆將她的臉撞到牆上，牙齿都被撞掉了。莫雷蒂在对宠物鹦鹉自言自语时，仔细研究了这些谋杀案，发现犯罪手法与一首令人不安的童谣中的暴力情节相吻合：“午夜，夜闌人靜，輾轉難眠 / 自此與猛獸展開連場大戰 / 凌晨一時，農夫童真大發 / 小豬慘被割破喉 / 凱旋歸來戰鼓休 / 凌晨二時，公鷄喔喔叫 / 刑具令這歌曲樂悠悠 / 凌晨三時，農夫扼死了公鷄 / 他說你不讓我安眠 / 從此床上享安寧 / 凌晨四時，貓兒在門外呼嚕叫 / 丟進浴池瞬間被水淹殁 / 凌晨五時，小白兔掙扎求存 / 她用牙齒拼命咬 / 最終也要命嗚呼 / 凌晨六時，他要對付天鵝的脖子 / 頭已斷，最後敵人終消滅 / 破曉時份，農夫安躺在床上 / 武器堆積如山讓他終於可入睡”。他推断凶手因这首童谣幻听到动物的叫声后而疯掉。贾科莫猜出了下一个可能的受害者：因为最后一只死去的动物是天鹅，所以他们去芭蕾舞剧场想要保护舞者。但他们还是晚了一步，其中一位名叫玛拉的舞者被凶手残忍地砍下了头颅。
劳拉看到了一个人影，她以为是温琴佐，吓得她从家里的栏杆上摔下来死掉了。莫雷蒂侦探在家中也被同样的人影吓得心脏病发死去。贾科莫知道他们是被谋杀的，于是他去莱昂内的公寓寻找证据，却发现莱昂内面部中弹身亡。此时贝蒂的父亲开枪击中贾科莫的肩膀，之后改变了杀他的主意，向与格洛丽亚一起出现在现场的洛伦佐道歉，然后朝自己的脑袋开了一枪。贾科莫这时意识到，连环杀人案的凶手其实不是侏儒，只是当时还是个孩子，这就是作案地点范围变大的原因。
贾科莫说出关键证据与洛伦佐对质：他在玛尔塔被杀时听到的嘶嘶声，就是洛伦佐的医用吸入器发出的。贝蒂爸爸为了阻止洛伦佐，便将他转移到了国外，而当他确认洛伦佐又杀了人时，便杀死了莱昂内。洛伦佐得意地承认，他不在乎父亲的死，很高興能回來參加贾科莫試圖抓住他的「遊戲」。洛伦佐因为听到动物的叫声而发疯，他幻听到的这些声音来自女人，于是按照童谣杀死了她们。1983年，由于洛伦佐年纪尚小，她们死时并未意识到危险，因此得以轻易犯案，待他前往日内瓦和纽约后，他杀害了更多的人，因這首童謠已闻名遐迩。
贾科莫拿起菜刀，洛伦佐也拔出自己的刀对着格洛丽亚，威胁说如果他不走开就杀了她。贾科莫顺从了洛伦佐。洛伦佐走到一扇窗户前，这时正在办案的警探朝他开了一枪，他头部中弹，当场死亡。现场一片血腥，警察突襲公寓，贾科莫安慰着格洛丽亚，谋杀案终于结束了。

## 演員
- 麥斯·馮·西度 饰 乌利塞·莫雷蒂
- 史蒂芬洛·迪奧尼斯（英语：Stefano Dionisi） 饰 贾科莫·加洛
- 基娅拉·卡塞利 饰 格洛丽亚
- 羅伯托·澤貝提（義大利語：Roberto Zibetti） 饰 洛伦佐·贝蒂
- 蓋布瑞爾·拉維亞（英语：Gabriele Lavia） 饰 贝蒂爸爸
- 保羅·馬利亞·塞隆德羅（義大利語：Paolo Maria Scalondro） 饰 首席督察曼尼
- 蘿塞拉·福克（英语：Rossella Falk） 饰 劳拉·德法布里蒂斯
- 罗伯托·阿科内罗 饰 福斯托
- 芭芭拉·萊里奇 饰 安杰拉
- 基多·莫貝洛 饰 年轻的侦探
- 馬西莫·薩奇艾莉 饰 莱昂内
- 迭戈·卡薩萊 饰 贝佩
- 亞莉珊德拉·柯梅里 饰 贝蒂太太
- 艾蓮娜·馬切西尼 饰 梅尔（貓兒）
- 艾多·馬薩索 饰 卡肖侦探
- 康琪塔·普格里希（義大利語：Conchita Puglisi） 饰 阿曼达
- 芭芭拉·毛蒂諾 饰 多拉（小白兔）
- 卢卡·法焦利 饰 温琴佐·德法布里蒂斯（侏儒）
- 丹妮拉·法札拉利（義大利語：Daniela Fazzolari） 饰 玛丽亚·路易莎
- 蘿塞拉·盧卡 饰 玛拉